# Канцеров, Фарид Масхутович
Фарид Масхутович Канцеров (29 августа 1949, г. Зайсан, Восточно-Казахстанская область, КазССР) — советский и белорусский военнокомандующий, первый заместитель Министра внутренних дел Республики Беларусь (1995—1997), заместитель председателя правления ОАО «Газпромбанк» (2007—2013).

## Биография
Родился 29 августа 1949 года в г. Зайсане Восточно-Казахстанской области. В 1966 году окончил среднюю школу им. Ломоносова в г. Зайсане.
С октября 1966 года по 20 мая 1967 года работал слесарем автобазы № 27 г. Зайсана.
В 1971 году окончил Ташкентское высшее общевойсковое командное училище (специальность: общевойсковой командир, квалификация: общевойсковой командир с высшим общим и средним военным образованием).
В органах государственной безопасности с 1973 года. В 1974 году окончил Высшие курсы КГБ СССР (школа № 311 КГБ) в Новосибирске и в этом же году был назначен на должность оперуполномоченного, затем старшего оперуполномоченного особого отдела КГБ при Совете Министров СССР по 242-й мотострелковой дивизии Сибирского военного округа. В 1985 году окончил Высшую школу КГБ им. Дзержинского (специальность: юрист-правовед, квалификация: офицер с высшим специальным образованием).
С 1978 по 1995 годы занимал должности старшего оперуполномоченного 2-го отделения особого отдела КГБ по Сибирскому военному округу, начальника особого отдела КГБ по 242-й мотострелковой дивизии Сибирского военного округа, заместителя начальника особого отдела КГБ по 33-му армейскому корпусу, начальника особого отдела КГБ СССР по Красноярскому гарнизону, 33-му армейскому корпусу Сибирского военного округа, заместителя начальника особого отдела КГБ СССР по 5-му отдельному гвардейскому корпусу Белорусского военного округа, начальника 1-го сектора особого отдела КГБ СССР по Белорусскому военному округу, начальника отдела военной контрразведки 7-й танковой армии Белорусского военного округа (1991), начальника 2-го отдела управления военной контрразведки КГБ Республики Беларусь, первого заместителя начальника, начальника управления военной контрразведки КГБ Республики Беларусь.
20 декабря 1995 года назначен на должность первого заместителя Министра внутренних дел Республики Беларусь — начальника главного управления криминальной милиции. В январе 1996 года назначен на должность первого заместителя Министра внутренних дел Республики Беларусь — начальника главного управления организационного и кадрового обеспечения, с марта 1996 до июля 1996 года — первого заместителя Министра — начальника Штаба МВД Республики Беларусь, с июля 1996 до июля 1997 года — первого заместителя Министра внутренних дел Республики Беларусь — начальника главного управления милиции общественной безопасности.
С 26 февраля 2001 года по 2004 год был представителем Министерства внутренних дел Республики Беларусь при Посольстве Республики Беларусь в Российской Федерации.
В январе 2007 года назначен на должность заместителя председателя правления Газпромбанка, а также избран членом правления банка. В октябре 2013 года покинул правление Газпромбанка, сохранив пост советника главы банка. По данным на конец июля 2018 года владел 0,005 % акций Газпромбанка.
Являлся председателем советов директоров ОАО «Уралхиммаш», ОАО «Ижорские заводы», ОАО «Объединённые машиностроительные заводы», входил в совет директоров ОАО «Белгазпромбанк».

## Награды
- орден Красной Звезды,
- орден «За заслуги перед Отечеством» IV степени (2010)[4]
- орден Почета (2012)[5]
- медаль «50 лет Вооруженных Сил СССР»,
- медаль «За воинскую доблесть в ознаменование 100-летия со дня рождения В. И. Ленина»,
- медали «За безупречную службу» I, II и III степеней,
- медаль «60 лет Вооруженных Сил СССР»,
- медаль «70 лет Вооруженных Сил СССР».